# Ayer Tawar
Ayer Tawar is een plaats in de Maleisische deelstaat Perak.
Ayer Tawar telt 5800 inwoners.